# Mike van Duinen
Mike van Duinen (pronunciación en neerlandés: /ˈmɑik fɑn ˈdœynə(n)/; La Haya, Países Bajos, 6 de noviembre de 1991) es un futbolista neerlandés que juega de delantero en el Excelsior Róterdam de la Eerste Divisie.

## Trayectoria
Anteriormente jugó en el ADO La Haya y se trasladó al extranjero para jugar en el Fortuna Düsseldorf en 2015. Tras una etapa infructuosa, lo cedieron al Roda JC Kerkrade para el resto de la temporada 2015-16. Se incorporó al Excelsior Róterdam en el verano de 2016. Tras dos temporadas, firmó un contrato de tres años con el PEC Zwolle.
El 10 de julio de 2021 el O. F. I. Creta anunció su fichaje, con un contrato de tres años.
El 19 de agosto de 2022 regresó al Excelsior Róterdam y firmó un contrato de tres años.

## Estadísticas

### Clubes
Actualizado al último partido disputado el 8 de noviembre de 2024.
| Club                              | Div.          | Temporada     | Liga  | Liga  | Copas nacionales | Copas nacionales | Copas internacionales | Copas internacionales | Total | Total |
| Club                              | Div.          | Temporada     | Part. | Goles | Part.            | Goles            | Part.                 | Goles                 | Part. | Goles |
| --------------------------------- | ------------- | ------------- | ----- | ----- | ---------------- | ---------------- | --------------------- | --------------------- | ----- | ----- |
| ADO La Haya · Países Bajos        | 1.ª           | 2010-11       | 2     | 0     | 0                | 0                | ―                     | ―                     | 2     | 0     |
| ADO La Haya · Países Bajos        | 1.ª           | 2011-12       | 16    | 3     | 1                | 0                | ―                     | ―                     | 17    | 3     |
| ADO La Haya · Países Bajos        | 1.ª           | 2012-13       | 33    | 11    | 2                | 0                | ―                     | ―                     | 35    | 11    |
| ADO La Haya · Países Bajos        | 1.ª           | 2013-14       | 33    | 8     | 2                | 2                | ―                     | ―                     | 35    | 10    |
| ADO La Haya · Países Bajos        | 1.ª           | 2014-15       | 33    | 5     | 1                | 1                | ―                     | ―                     | 34    | 6     |
| ADO La Haya · Países Bajos        | Total club    | Total club    | 117   | 27    | 6                | 3                | 0                     | 0                     | 123   | 30    |
| Fortuna Düsseldorf · Alemania     | 2.ª           | 2015-16       | 12    | 1     | 2                | 0                | ―                     | ―                     | 14    | 1     |
| Fortuna Düsseldorf · Alemania     | Total club    | Total club    | 12    | 1     | 2                | 0                | 0                     | 0                     | 14    | 1     |
| Roda JC Kerkrade · Países Bajos   | 1.ª           | 2015-16       | 13    | 2     | 1                | 0                | ―                     | ―                     | 14    | 2     |
| Roda JC Kerkrade · Países Bajos   | Total club    | Total club    | 13    | 2     | 1                | 0                | 0                     | 0                     | 14    | 2     |
| Fortuna Düsseldorf II · Alemania  | 4.ª           | 2016-17       | 3     | 1     | ―                | ―                | ―                     | ―                     | 3     | 1     |
| Fortuna Düsseldorf II · Alemania  | Total club    | Total club    | 3     | 1     | 0                | 0                | 0                     | 0                     | 3     | 1     |
| Excelsior Róterdam · Países Bajos | 1.ª           | 2016-17       | 22    | 3     | 1                | 0                | ―                     | ―                     | 23    | 3     |
| Excelsior Róterdam · Países Bajos | 1.ª           | 2017-18       | 29    | 8     | 1                | 1                | ―                     | ―                     | 30    | 9     |
| PEC Zwolle · Países Bajos         | 1.ª           | 2018-19       | 33    | 8     | 3                | 1                | ―                     | ―                     | 36    | 9     |
| PEC Zwolle · Países Bajos         | 1.ª           | 2019-20       | 12    | 2     | 1                | 0                | ―                     | ―                     | 13    | 2     |
| PEC Zwolle · Países Bajos         | 1.ª           | 2020-21       | 23    | 3     | 1                | 0                | ―                     | ―                     | 24    | 3     |
| PEC Zwolle · Países Bajos         | Total club    | Total club    | 68    | 13    | 5                | 1                | 0                     | 0                     | 73    | 14    |
| O. F. I. Creta · Grecia           | 1.ª           | 2021-22       | 21    | 0     | 1                | 0                | ―                     | ―                     | 22    | 0     |
| O. F. I. Creta · Grecia           | Total club    | Total club    | 21    | 0     | 1                | 0                | 0                     | 0                     | 22    | 0     |
| Excelsior Róterdam · Países Bajos | 1.ª           | 2022-23       | 29    | 0     | 1                | 0                | ―                     | ―                     | 30    | 0     |
| Excelsior Róterdam · Países Bajos | 1.ª           | 2023-24       | 8     | 0     | 1                | 0                | ―                     | ―                     | 9     | 0     |
| Excelsior Róterdam · Países Bajos | 2.ª           | 2024-25       | 12    | 2     | 1                | 0                | ―                     | ―                     | 13    | 2     |
| Excelsior Róterdam · Países Bajos | Total club    | Total club    | 100   | 13    | 5                | 1                | 0                     | 0                     | 105   | 14    |
| Total carrera                     | Total carrera | Total carrera | 334   | 57    | 20               | 5                | 0                     | 0                     | 354   | 62    |